# Polycarpa arenosa
Polycarpa arenosa is een zakpijpensoort uit de familie van de Styelidae. De wetenschappelijke naam van de soort werd voor het eerst geldig gepubliceerd door Claude en Françoise Monniot in 1976.